# Hessigkofen
Hessigkofen es una comuna suiza del cantón de Soleura, situada en el distrito de Bucheggberg. Limita al norte con la comuna de Bibern, al este con Tscheppach, al sur con Mühledorf, al suroeste con Lüterswil-Gächliwil y al oeste con Gossliwil.